# Знак «Помни завет Ильича»
Знак «По́мни заве́т Ильича́» — памятный знак, учреждённый Революционным военным советом республики после смерти Ленина в 1924 году. Им награждались служащие в Красной Армии в это время.